# Маяк Буффало
Маяк Буффало (англ. Buffalo Main Light, Buffalo Light) — маяк, расположенный на правом берегу Buffalo River (New York) в черте города Буффало, округ Эри, штат Нью-Йорк, США. Построен в 1833 году. Деактивирован в 1914 году.

## История
Город Буффало является крупным промышленным центром в районе Великих озёр, и 3 марта 1817 года Конгресс США выделил 17 000$ на строительство двух маяков в городах Эри и Буффало. Уже через 221 день маяк Буффало был построен. Он представлял собой коническую башню высотой 18 метров. Рядом с маяком был также построен мол, чтобы увеличить и защитить городскую гавань. Первоначальное строение часто приходилось ремонтировать после штормов, и в 1826 году дополнительно было выделено 2 500$ на строительство пирса и нового маяка. Новый маяк был построен в 1833 году и представлял собой восьмиугольную башню из известняка и чугуна высотой 18 метров. В 1857 году на нём была установлена линза Френеля. В 1914 году маяк был выведен из эксплуатации.
В 1984 году маяк был включён в Национальный реестр исторических мест.
В настоящее время маяк является частью музея под открытым небом. Он является старейшим зданием города Буффало, находящимся на своём первоначальном месте. Маяк был отреставрирован и открыт для посещений в 2011 году.